# Gregor Ocvirk
Gregor Ocvirk (Celje, 5 de diciembre de 1998) es un jugador de balonmano esloveno que juega de lateral izquierdo en el PLER KC. Es internacional con la selección de balonmano de Eslovenia.
Fue el máximo goleador del Campeonato Europeo de Balonmano Masculino Sub-20 de 2018, donde fue además nombrado mejor lateral izquierdo del torneo.

## Palmarés

### Vardar
- Liga de Macedonia del Norte de balonmano (1): 2019
- Copa de Macedonia del Norte de balonmano (1): 2019
- Liga de Campeones de la EHF (1): 2019

### Vojvodina
- Liga de Serbia de balonmano (3): 2022, 2023, 2024

## Clubes
| Club                            | País                   | Año         |
| ------------------------------- | ---------------------- | ----------- |
| RK Celje                        | Eslovenia              | 2016 - 2018 |
| RK Slovenj Gradec 2011 (cedido) | Eslovenia              | 2016        |
| RK Jeruzalem Ormož (cedido)     | Eslovenia              | 2016 - 2017 |
| RK Maribor Branik (cedido)      | Eslovenia              | 2017 - 2018 |
| RK Vardar                       | Macedonia del Norte    | 2018        |
| RK Jeruzalem Ormož              | Eslovenia              | 2019        |
| IFK Kristianstad                | Suecia                 | 2019 - 2021 |
| RK Vojvodina                    | Serbia                 | 2021 - 2024 |
| Al Ain                          | Emiratos Árabes Unidos | 2024        |
| PLER KC                         | Hungría                | 2024 - Act. |